# Ed Emshwiller
Edmund Alexander Emshwiller (East Lansing, Míchigan, 16 de febrero de 1925-Los Ángeles, California, 27 de julio de 1990), más conocido como Ed Emshwiller, fue un artista visual famoso por sus ilustraciones de ciencia ficción y como pionero de las películas experimentales. Generalmente firmaba sus ilustraciones como Emsh, pero en ocasiones lo hacía como Ed Emsh, Ed Emsler, Willer y otros.

## Biografía
Emshwiller nació en Lansing (Míchigan) el 16 de febrero de 1925, hijo de Errol Emshwiller, veterano de la Primera Guerra Mundial y profesor en un instituto local, y Sisie MacLellan. Se graduó en la Universidad de Míchigan en 1947 y estudió en la École des Beaux-Arts (1949-50) de París con su esposa, la escritora Carol Emshwiller (nacida Fries), con la que se había casado el 30 de agosto de 1949, y en la Liga de estudiantes de arte de Nueva York (1950-51).
Carol y Ed Emshwiller tuvieron tres hijos: Eve Emshwiller, la guionista Susan Emshwiller (Pollock) y el actor y novelista Peter Stoney Emshwiller (The Host, Short Blade). Los miembros de la familia, incluido su hermano Max, sirvieron a menudo como modelos para sus ilustraciones. Carol y Eve Emshwiller se pueden ver en la portada del número de enero de 1957 de Galaxy Science Fiction.
Emshwiller murió de cáncer el 27 de julio de 1990, a los 65 años de edad, en Valencia (California).

## Carrera profesional

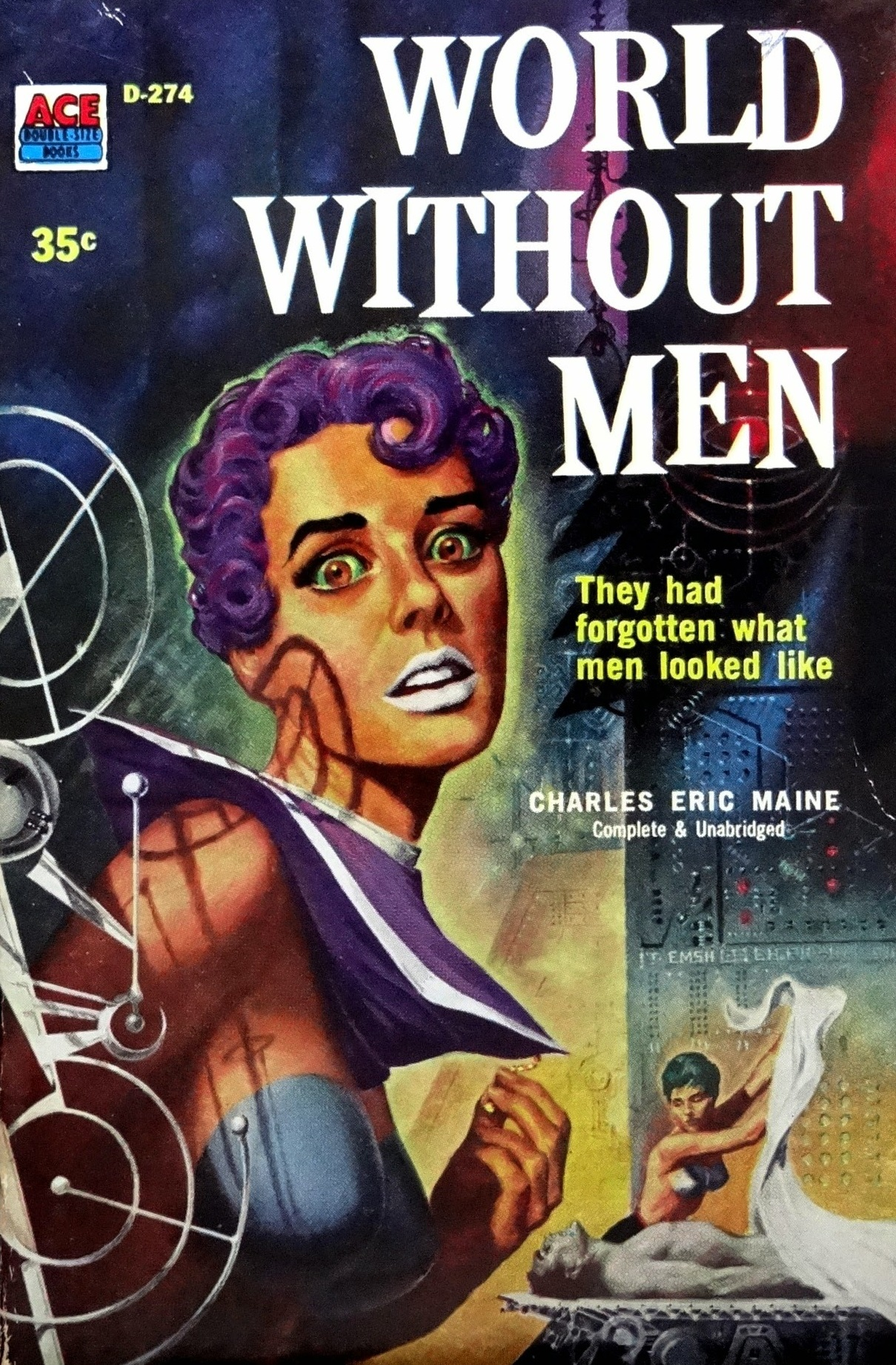
Portada de Emshwiller para el libro de Charles Eric Maine World Without Men (Ace Books, 1958)

Se inició como dibujante en el mundo de las revistas pulp con cerca de 50 ilustraciones interiores y cuatro portadas para los números de mayo a diciembre de 1951 de Galaxy Science Fiction una publicación mensual editada por Horace L. Gold. En 1952 realizó su primera portada de un libro para la edición estadounidense de la novela Odd John, de Olaf Stapledon. De 1951 a 1979, mientras vivía en Levittown (Nueva York), dibujó portadas e ilustraciones de interior para docenas de libros y revistas de ciencia ficción, especialmente Galaxy y The Magazine of Fantasy & Science Fiction, pero también otras como Amazing Stories, Astounding o If. Emshwiller, junto a Frank Kelly Freas y Richard M Powers fueron los líderes indiscutibles en el campo de la ilustración de la ciencia ficción durante la década de 1950 y principios de 1960, y estaban entre los pocos artistas del género de la época que podían vivir de su trabajo.
En 1964, una beca de la Fundación Ford le permitió plasmar su interés por las películas. Muy activo en el movimiento de cine experimental del New American Cinema de los años 1960 y principios de los 1970, creó representaciones multimedia y realizó y películas experimentales, como su primer film Thanatopsis (1962), Image, Flesh and Voice (1969), o el cortometraje Relativity (1966). También fue director de fotografía de documentales, como Painters Painting (1972), de Emile de Antonio y largometrajes como Time of the Heathen (1964) y Hallelujah the Hills (1963), de Adolfas Mekas. Emshwiller filmó a Bob Dylan cantando Only a Pawn in Their Game el 6 de julio de 1963 en un registro de votantes en Greenwood (Misisipi), que apareció en el documental de Jack Willis de 1963 The Streets of Greenwood y en el documental de D. A. Pennebaker sobre Dylan Dont Look Back (1967).
Fue uno de los primeros artistas de vídeo. Con Scape-Mates (1972), comenzó sus vídeos experimentales, combinando la animación por computadora con la acción en vivo. En 1979, produjo Sunstone, un vídeo innovador 3-D de tres minutos producido por computadora realizado en el Instituto Tecnológico de Nueva York junto a Alvy Ray Smith. Actualmente en la colección de videos del Museo de Arte Moderno, Sunstone fue expuesto en SIGGRAPH 79, el Festival de Cine Mill Valley de 1981 y otros festivales.
Después de un período como artista residente en el Laboratorio de Televisión WNET/13 (Nueva York), donde trabajó en los efectos especiales de The Lathe of Heaven entre otros proyectos, se trasladó a California donde fue el fundador del CalArts Computer Animation Lab y trabajó como decano de la Escuela de Cine y Vídeo en el Instituto de las Artes de California de 1979 a 1990. También sirvió como director de 1981 a 1986. En 1987 creó su vídeo ópera electrónica Hunger, para Los Angeles Arts Festival, junto al compositor Morton Subotnick. Fue su último trabajo completo, presentado en octubre de 1989 en el Ars Electronica Festival de Linz, Austria.

## Reconocimientos
Emshwiller ganó uno de los premios de la primera edición de los premios Hugo en 1953, como mejor artista de portada del año anterior, y cuatro premios Hugo como mejor artista profesional en 1960, 1961, 1962 y 1964. El 16 de junio de 2007, se convirtió en el tercer artista introducido en el Salón de la Fama de la Ciencia Ficción. Sus pinturas de alienígenas se exhibieron en la exposición Alien Encounters del Museo de Ciencia Ficción que alberga el Salón de la Fama del 10 de septiembre de 2006 al 30 de octubre de 2007. Sus trabajos están archivados en el Instituto de las Artes de California.